# Gerry Byrne
Gerald "Gerry" Byrne (Liverpool, 29 de agosto de 1938 — Wrexham, 28 de novembro de 2015) foi um futebolista inglês que atuava como lateral-esquerdo.

## Carreira
Jogou toda a carreira pelo Liverpool, onde se profissionalizou em 1955. Sua estreia como jogador, no entanto, foi apenas em 1957, contra o Charlton Athletic. Pelos Reds, Byrne atuou em 274 partidas, marcando apenas 2 gols. Dentre os 7 títulos conquistados por ele com o Liverpool, destaca-se a FA Cup de 1965, quando atuou com a clavícula quebrada desde o início da partida contra o Leeds United - na época, substituições não eram permitidas.

## Seleção
Pela Seleção Inglesa, o lateral-esquerdo foi convocado entre 1963 e 1966, porém realizou apenas 2 partidas como titular. Esteve no elenco que venceu a Copa de 1966 (em que a Inglaterra, anfitriã, conquistou seu único título no torneio), mas não entrou em campo (era reserva de Ray Wilson, do Everton). Três anos depois, Byrne encerrou a carreira com apenas 31 anos. Em 2009, recebeu a medalha de campeão mundial, 43 anos depois da conquista do título.

## Falecimento
Byrne veio a falecer em 28 de novembro de 2015, aos 77 anos, depois de lutar contra o mal de Alzheimer.

## Títulos
Liverpool
- Football League First Division: 1963–64, 1965–66
- Football League Second Division: 1961–62
- Copa da Inglaterra: 1964–65
- Supercopa da Inglaterra: 1964, 1965, 1966

Seleção Inglesa
- Copa do Mundo FIFA: 1966